# Castell de Vallestàvia
El castell de Vallestàvia és una antiga fortificació medieval en part desapareguda de la comuna de Vallestàvia, a la comarca del Conflent (Catalunya del Nord).
Era situat al cim del turó on es dreça el poble de Vallestàvia. El mateix poble, i especialment la seva església parroquial de Sant Andreu estan construïts damunt de les restes del castell.
Se'n reconeixen restes al costat de migdia, en el parament extern que pertany ara a les capelles laterals; és visible des del carrer de l'Església, on es pot veure un pany de paret de fins a 12 metres, així com a la part baixa de la construcció actual. Des de la Plaça Vella es veu un altre fragment de murada, amb una part atalussada, així com restes dels fonaments i de parets fins a una alçada de 3 metres. A l'angle nord-oest de l'església, a més, hi ha una mena d'habitacle accessible des de la Pujada del Castell que sembla correspondre a una cisterna del castell. Més lluny de l'església hi ha encara altres restes que podrien correspondre a la resta de paraments del castell; en un casalot en ruïnes proper es veu una espitllera, i a les places Vella i de l'Església es poden observar altres elements de la fortificació.